# Történelmi Panoptikum
Alapítója: Túri Török Tibor - magángyűjtő. A Magyar tenger fővárosában, Keszthelyen 2000.04.30-án nyitotta meg kapuit a Történelmi Panoptikum, mely Közép Európában a legnagyobb.[forrás?]

## Látnivalói
Közép Európában a legnagyobb. Több, mint félszáz magyar történelmi személyiség "kel életre".
Árpád-házi Szent Margit, Gróf Bercsényi Miklós kuruc főgenerális, Nagy Szent Erzsébet, Attila hun-magyar király, Árpád fejedelem, Koppány vezér, Árpád-házi Szent István, Szent László király, Könyves Kálmán király, IV. Béla király, Nagy Lajos király, Hunyadi János kormányzó, Mátáys király, Bethlen Gábor erdélyi fejedelem, Gróf Thököly Imre "kuruc király", Dózsa György parasztvezér, II.Lajos király, Fráter György kormányzó, Szigetvári Zrínyi Miklós, Dobó István egri várkapitány, Balassi Bálint végvári vitéz és költő, Bem József tábornok, Petőfi Sándor költő, Kossuth Lajos kormányzó, Deák Ferenc "a haza bölcse", Gróf Festetics György, Arany János költő, Erzsébet Királyné "Sissy", Mindszenty József bíboros, hercegprímás, esztergomi érsek, Vitéz Nagybányai Horthy Miklós, Zrínyi Ilona, Battyán János kuruc generális, II.Rákóczi Ferenc "Nagy Fejedelem".